# Chieri
Chieri (piemontès Cher) és un municipi italià, situat a la regió del Piemont i a la ciutat metropolitana de Torí. L'any 2004 tenia 34.312 habitants. Limita amb els municipis d'Andezeno, Arignano, Baldissero Torinese, Cambiano, Montaldo Torinese, Pavarolo, Pecetto Torinese, Pino Torinese, Poirino, Riva presso Chieri i Santena.

## Administració
| Període | Identitat    | Partit         |
| ------- | ------------ | -------------- |
| 2004-   | Agostino Gay | Centreesquerra |

## Agermanaments
- Épinal (Lorena)
- Nanoro (Burkina Faso)
- Tolve a Basilicata.